# Степени православного монашества
Степени православного монашества — этапы, которые проходят православные монахи или монахини в течение своей жизни в монастыре.
В православной церкви монашеские обеты, принимаемые человеком, влекут за собой пожизненную обязанность исполнения их перед Богом и не могут быть даны легкомысленно, поэтому от степени к степени они возрастают от простого к более сложному. В традициях Русской православной церкви после успешного прохождения послушнического искуса (испытания) начинаются три степени монашества, которые различаются количеством даваемых перед Богом обетов, разными аскетическими правилами поведения, послушаниями и внешними монашескими одеждами.
В некоторых монастырях (например, Свято-Успенский Шаровкин монастырь) при обращении к монашествующей братии или к монашествующим сестрам перед именем прибавляется «отец/мать» такой-то /такая-то: «отец Михаил, мать (матушка) Екатерина».
В других монастырских уставах православной традиции подобное обращение может считаться искусительным.

## Степени подготовки к монашеству
В некоторых монастырях различают следующие этапы подготовки к принятию ангельского образа (ознакомительные/факультативные и уставные этапы):
1. Паломник / паломница — часто посещает монастыри с усиленной молитвой для глубокого изучения монашеской жизни.
2. Трудник / трудница — проживает и/или работает в монастыре «во славу Божью», обычно без цели принятия монашества.
3. Послушник / послушница — изъявивший твёрдое желание стать монахом и уже получивший благословение носить подрясник, пояс и скуфью ( для женщин — чёрный платок, закрывающий лоб). При этом у послушника остаётся мирское имя. Семинарист или приходской пономарь принимаются в монастырь в чине послушника.

Послушник, (послушница) — лицо, готовящееся к принятию монашества. Послушники ещё не дают монашеских обетов, но принадлежат к монашескому братству, не носят монашеской одежды — рясы, послушникам разрешается носить подрясник. Послушники исполняют разные послушания при монастыре, привыкают к монастырской жизни, распорядку дня и правилам. По правилам, существовавшим в Российской империи, послушник должен был провести не менее 6 лет до принятия монашеского пострига и вступления в 1-ю степень монашества.  Послушникам / послушницам может быть благословлено ношение некоторых иноческих одежд.

## Степени монашества
Монашеским постригом называется обет отречения от мира, при котором у человека постригаются символически волосы и даётся новое имя в память святого, становящегося покровителем постригаемого. В настоящее время постригом посвящают в три степени православного монашества:
1. Рясофор (иночество),
2. Малая схима (мантийное монашество),
3. Великая схима (схимничество).

### Рясофор (иночество)
Иноческий постриг (инок / инокиня) — символическое (как при крещении) пострижение волос и наречение нового имени в честь нового небесного покровителя (иногда имя оставляется не изменённым), благословляется носить рясу, клобук (иногда камилавку) и чётки, для женщин — скуфью и апостольник. Иноков иногда называют рясофорными монахами.
В Российской империи
В Российской империи лица, постриженные в рясофор (неполное монашеское пострижение), к монашествующим не относились. 21 июля (2 августа) 1804 года увидел свет циркулярный указ Святейшего синода, согласно которому запрещено было именовать монахами лиц, постриженных в рясофор. В нём констатировалось: «Предписать, чтобы впредь непостриженных ещё по указам из Святейшаго Синода в монашество послушников, как в мужских, так и в женских монастырях, никого не именовали и не писали монахами и монахинями, а означали в представлениях своих в Святейший Синод таковых о пострижении в монашество желающих прямо светскими именами».
В определении Святейшего синода от 21—31 декабря 1853 (12 января 1854) года говорилось, что пострижение в рясофор «пострижением в монашество ни в коем случае не может быть считаемо». В определении Святейшего синода № 997 от 8 (20) августа 1873 года было сказано, что лица, постриженные в рясофор, в монашеском звании не состоят и пользуются всеми правами, как и миряне. Указом Святейшего синода от 9 (21) сентября 1873 года послушникам монастырей было запрещено до пострижения их в монашество «носить иноческое одеяние и принимать другие имена, под опасением строгой за это по закону ответственности, как за принятие не принадлежащего имени и звания».
В Российской Федерации
В современной практике РПЦ в мужских монастырях рясофорных монахов часто называют иноками, а постриг в рясофор — иноческим постригом. Таким образом, зачастую общеупотребимое для обозначения всех монахов русское слово инок стало чётко обозначать лишь лиц, принадлежащих к первой степени монашества. Рясофорный монах отличается от рясофорного послушника тем, что над ним совершён постриг (особый чин с символическим пострижением волос). При постриге имя может быть дано новое, но в современной практике это не обязательно.
Иерей в рясофорном чине в России называется иеромонахом, иногда также священноиноком. В существующей церковной практике иеромонах — иерей, постриженный в монашество.
Так как Православная церковь придерживается древнего обычая рукополагать во епископа только монашествующих священников, то архиереем может стать только лицо, носящее высший пресвитерский монашеский сан, — архимандрит. Однако, достаточно широко распространяется греческая практика принять только первую степень монашеского пострига — рясофор (не постриженный в мантию, что влечёт за собой недостаточность прав носить архиерейскую мантию фиолетового, голубого или зелёного цветов с бело-красными источниками).
Инок, в отдельных (редких) случаях, может быть даже настоятелем монастыря. Например, настоятелем Никольского единоверческого монастыря в Москве был инок Онуфрий (Парусов).
Инок (инокиня) — от др.-русск., церк.-слав. инокъ, инокыни. Калька греч. μοναχός, μοναχή, образованная от inъ — «другой», «не такой как все», «один» — «живущий в одиночестве») — древнерусское название монаха, иначе чернеца.
В современных православных мужских монастырях русской традиции иноком называют не монаха в собственном смысле, но рясофорного (греч. «носящего рясу») монаха — до пострижения его в «малую схиму» (обусловленную окончательным принятием монашеских обетов и наречением нового имени). Инок — как бы «новоначальный монах».
Многие монахини, приняв иночество, не принимают следующих монашеских степеней и всю оставшуюся жизнь проводят в монастыре в данной степени монашества. В мужских же монастырях, для рукоположения монаха в священный сан диакона, пресвитера и епископа, предпочтительнее иметь более высокий монашеский чин «мантия», а рясофор расценивается скорее как переходная и временная монашеская ступень.
В старообрядчестве
В старообрядчестве сохраняется древняя русская традиция наименования всех степеней монашества иночеством — см. статьи: инок Павел (Великодворский), инок Онуфрий (Парусов).
В Греции (Греческой традиции)
Рясофор (рясофорная послушница) — носящий рясу. В Греции принято называть эту степень «рясофорный послушник» («рясофорная послушница»), и греки не считают рясофор степенью монашества, относя его к послушничеству (подготовке к монашеству).
Облачение монаха-рясофора состоит из рясы, камилавки (скуфьи) и чёток.
«Иночество (рясофорное послушничество, рясофор). Если это предусматривает внутренний устав монастыря, по благословению епархиального архиерея и при добровольном письменном согласии послушника может быть совершен особый чин облачения последнего в рясу и клобук с возможным изменением имени. Оставление монастыря рясофорными иноками является каноническим преступлением и наказывается епитимией, определяемой епархиальным архиереем по представлению игумена».
Один из самых признанных православных канонистов, антиохийский патриарх Феодор Вальсамон, признает за рясофорными послушниками (иноками) присущие монашескому званию канонические обязательства, а именно: «…не может снять с себя монашеские одежды и вступить в брак».
Согласно православной традиции при обращении к рясофору принято прибавлять «отец/мать» такой-то /такая-то: «отец Михаил, мать (матушка) Екатерина». Такая традиция распространена как в Русской Православной Церкви, так в других Поместных православных церквах, в том числе на Святой Горе Афон.

### Малая схима (мантийное монашество)
Мантийный или монашеский постриг или малый ангельский образ или малая схима (монах / монахиня) — даются обеты послушания и отречения от мира, постригаются символически волосы, изменяется имя небесного покровителя и благословляются монашеские одежды: срачица (власяница), подрясник, тапочки, параманный крест, четки, пояс (иногда кожаный ремень), ряса, клобук, мантия, апостольник.
Малую схиму ещё называют мантийным монашеством — принимая постриг и обеты малой схимы, человек полностью отрекается от мирской жизни и становится монахом (от греческого слова μοναχός — одиночный).
Он получает новое имя (как бы рождаясь заново) и даёт три монашеских (аскетических) обета:
1. Послушания (отказ от своей личной воли и послушание игумену монастыря и своему духовнику);
2. Безбрачия (или целомудрия);
3. Нестяжания (нищета, или отказ от владения личной собственностью).

Иногда пострижение в малую схиму совершается на Литургии, после которой монаха торжественно облачают в хитон, параман, пояс, рясу, мантию (она ещё называется паллий), клобук, сандалии и дают в руку чётки.
В соответствии с обетом послушания, монашествующий должен избрать руководителя своей духовной жизни, называемого старцем (греческая традиция) или духовным наставником, духовником (русская традиция), и отсекая своеволие во всех своих делах, следовать его совету и его воле. В конечном итоге через отсечение своей воли и послушание монах учится следовать воле Божией.
Принимая монашество, кроме соблюдения пяти обетов: первого, данного ещё при крещении (отречения от сатаны и всех дел его и обещания верить и служить Христу как Царю и Богу) и четырёх аскетических обетов, монах обычно должен ежедневно совершать положенное молитвенное правило (различаются в зависимости от монастыря и духовника) и нести монастырское послушание (трудиться). Также по традиции монашествующие в аскетических целях не вкушают мясо на протяжении всей жизни после пострига (если нет медицинских показаний). В греческих монастырях мясо дозволяется вкушать монашествующим лишь в день Пасхи. К положенным для православных христиан двум постным дням (среды и пятницы) в неделю прибавляется ещё один постный день — понедельник, в честь ангельских сил, так как монашествующие называются «ангельским чином».
Диаконов, постриженных в Малую схиму (или в Мантию), называют иеродиаконами, иереев — иеромонахами, сану протоиереев — среди монашествующих соответствует сан игуменов, а митрофорным протоиереям соответствует сан архимандритов.
Среди монашествующих, особенно в мужском монашестве, мантийных монахов, в количественном отношении, больше всего. Именно только они могут возглавлять все высшие церковные посты, быть настоятелями и наместниками монастырей (в женских монастырях — игумениями), правящими Архиереями, в том числе — Святейшими Патриархами.
Если мантийный монах оставит монастырь и женится, то его, как нарушителя строгих монашеских обетов, не допускают до причащения Святых Тела и Крови Христовых, пока он не оставит свою жену (или сожительницу) с детьми и не вернётся в монастырь. Такого расстригу допускается причастить только уже на смертном одре.

### Великая схима (схимничество)

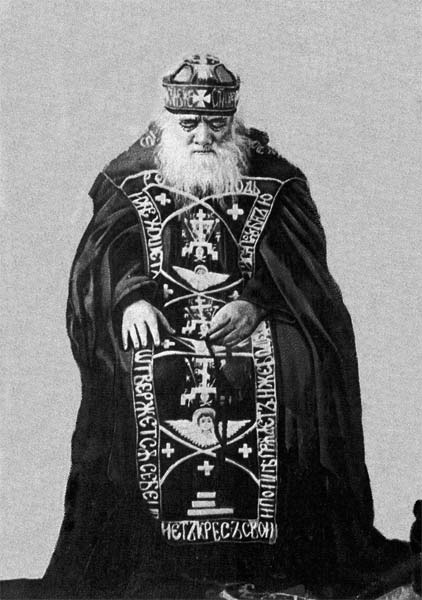
Православный схимонах (Преподобный Иона Киевский, † 1902).

Схима или великая схима или великий ангельский образ (схимник, схимонах / схимница, схимонахиня) — даются повторно те же обеты, постригаются символически волосы, изменяется имя небесного покровителя и добавляются одежды: аналав и куколь вместо клобука. Облачение великосхимника: подрясник, ряса, аналав (особый параман), куколь (остроконечная шапочка с крестами), мантия, чётки, сандалии, пояс, хитон.
Разделение на малую и великую схиму сегодня на деле существует не во всех Православных церквях. В православных церквах греческой традиции остались только две степени монашеского пострига — рясофорный постриг и следующий за ним монашеский постриг, при принятии которого человек сразу даёт обеты великой схимы.
Великая схима — это совершеннейшее отчуждение от мира для соединения со Христом. Монах, принявший великую схиму, иначе — великий ангельский образ, называется схимона́хом, или в просторечии схи́мником. Пострижение инока в великую схиму совершается торжественно и дольше, чем в малую.
Великосхимник даёт особые обеты, при этом ему снова изменяют имя. Притом, следует отметить, инок получает ещё одного святого покровителя (то есть после каждой перемены имени за него перед Богом ходатайствует всё больше святых). В русских монастырях великосхимники обычно живут отдельно от другой братии и не занимаются никакими послушаниями, кроме непрестанной молитвы.
Обеты великой схимы в сущности являются повторением обетов малосхимника, но, вслед за повторением, обязывают и к ещё более строгому их соблюдению. В древности великосхимники давали дополнительный обет — вселиться в затвор, закрыться в одинокой пещере как в гробу и тем самым полностью умереть для мира, оставшись с единым Богом. Великосхимничество происходит от стремления совершать высшие монашеские подвиги, которыми являются отшельническое или пустынножительное житие. Не имея возможности поселиться в настоящей пустынной местности вдали от людей, чтобы посвящать все помыслы единому Богу, монахи, живущие в обычном общежительном монастыре, уходили в затвор, тем самым заменяя отшельничество — они и стали именоваться монахами великой схимы. Впоследствии затвор перестал быть обязательным обетом для схимонахов.
В современной практике Русской Православной Церкви великая схима — явление весьма редкое: в неё, как правило, постригают престарелых или тяжело больных монахов, которые не несут обычных монастырских послушаний.
В Великой схиме диаконов называют схииеродиакон или иеросхидиакон, священников — иеросхимонах, схиархимандрит, схиигумен, архиереев — схиепископ, схиархиепископ, схимитрополит.
После принятия Великой схимы игумен отказывается от административного управления монастырём, а архиерей — епархией.